# روبين دارييو
 فيليكس روبين جارثيا سارميينتو (بالإسبانية: Félix Rubén García Sarmiento) ولد في ميتابا، التي تسمى الآن مدينة دارييو [الإنجليزية] وتقع في إقليم ميتلالبان، في 18 من يناير من عام 1867، وتوفي في ليون في نيكاراغوا في 6 من فبراير من عام 1916. وهو شاعر نيكاراغواني، وهو الممثل الرئيسي للتيار الأدبى الحديث في اللغة الإسبانية. ظهر تأثير روبين دارييو بقوةٍ في كتابة الشعر الإسباني في القرن العشرين. ويُطلق عليه أمير الأدب الأسباني أو الأب الروحي للشعر الإسباني الحديث.

## السيرة الذاتية وحياته

### نشأته
هو الابن الأول للسيد مانويل جارثيا والسيدة روسا سارميينتو، حيث تزوج والداه في مدينة ليون في 26 من إبريل سنة 1866. لكن أدت تصرفات السيد مانويل، الذي كان مولعاً بشرب الخمر ومصاحبة النساء، إلى أن تتركه زوجته السيدة روسا وتهجر عش الزوجيه وهي حامل في ابنهما ولجأت إلى مدينة ميتابا حيث ولد فيليكس روبين هناك. بعد ذلك تم الصلح بينهما واستمر الزواج حتى أنجبت روسا ابنه أخرى من مانويل، وهي كانديدا روسا، لكنها توفت بعد عدة أيام من ولادتها. بدأت علاقتهما تنهار من جديد وهجرت روسا زوجها من جديد لتعيش مع ابنها عند إحدى خالاته وهي برناردا سارميينتو التي تعيش مع زوجها الكولونيل فيليكس راميريث مادريخيل في مدينة ليون. تعرفت روسا، والدة روبين، بعد ذلك على رجلٍ آخر وأقامت معه في مدينة سان ماركوس دى كولون في دولة هندوراس.
على الرغم من أن لقب روبين الحقيقى بعد أن تم تعميده هو جارثيا، إلا أن عائلة الأب كانت تُعرف من قبل لأجيال طويله بلقب دارييو.
ويشرح لنا دارييو ذلك بنفسه من خلال سيرته الذاتية حيث يقول:
تنتقل طفولة روبين دارييو من بعد ذلك إلى مدينة ليون، حيث تَربّى هناك على يد خالته برناردا وزوجها فيليكس، حتى إعتبرهما والداه الحقيقيان منذ صغره، وبالفعل كان في بداية حياته يوقع أوراقه المدرسيه باسم «فيليكس روبين راميريث». وقد كان بالكاد يتواصل مع أمه التي تعيش في هندوراس، أو مع أبوه، الذي كان يناديه دائماً بالعم مانويل.

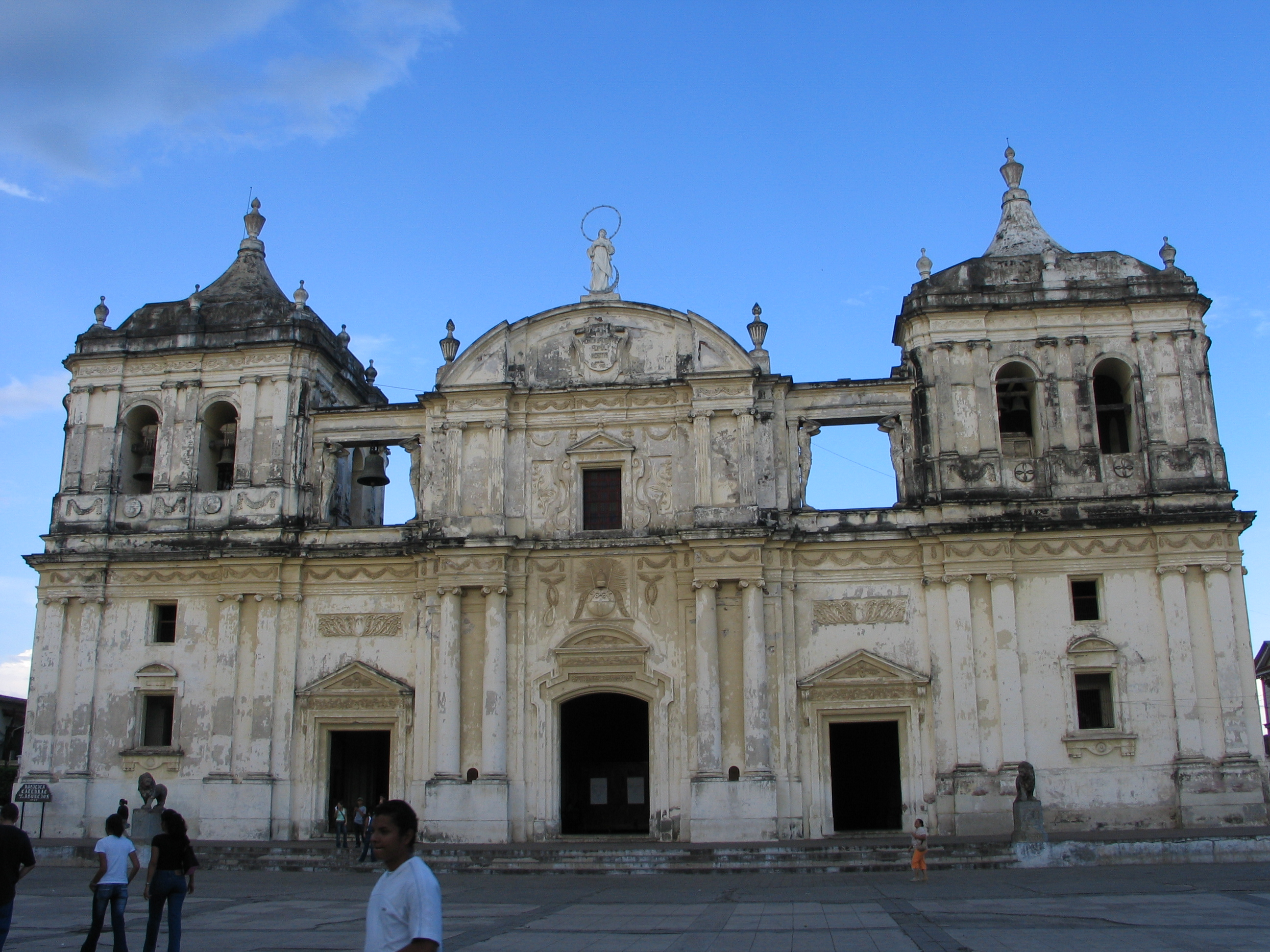
الكاتدرائية/كنيسة العذراء، في مدينة ليون، حيث قضي الشاعر طفولته. وأيضاً تم دفن رفاته في هذه الكنيسة

أما عن حياته الخاصة في السنوات الأولى، فتوجد القليل من المعلومات، لكن نعرف أن بعد وفاة الكولونيل فيليكس راميريث، في عام 1871, مرت العائلة بأزمه اقتصاديه، حتى فكرت العائلة في وضع الشاب روبين ليعمل كخياط مساعد لفترة. ووفقاً لكاتب سيرته الذاتية «إدلبرتو تورريس» Edelberto Torres Rivas، أن روبين دارييو ظل يتنقل في أكثر من مدرسه في مدينة ليون حتى انتهى به الحال للدراسة في جماعة اليسوعيون (جماعه تنتمى لليسوع)، ما بين عامى 1879 و1880.
شهد ليكتور بريكوث أن روبين دارييو قد تعلم القرائة وهو في سن الثلاث سنوات )، كما بدأ أيضاً في كتابة أبياته الأولى: ويُحفظ له سونيتو كتبه في عام 1879, ونُشر له في الجريدة بعد وقت قصير بعد أن أتم من العمر ثلاثة عشر عاماً: وهي عباره عن رثاء باسم (دمعه)، وهي شعر غنائي يسمى إيليخيا، ونُشرت في جريدة (الترمومترو) El Termómetro، في 26 يوليو 1880, في مدينة ريفاس في نيكاراغوا.
بعد فترة وجيزه عمل دارييو في مجلة أدبيه أخرى في مدينة ليون تسمى (الإنسايو) El Ensayo، وحقق شهره واسعه باسم (الطفل الشاعر). في هذه الأبيات الأولى، كما يرى تيودوسيو فيرناندس من وجهة نظره ، نجد أن التأثيرات الغالبة عليها من الشعراء الإسبانيين في ذلك العصر، مثل: خوسيه ثورييا، رامون دى كامبو أمور، جاسبار نونيث دى أرثي، بينتورا دى لا بيجا.
وفي وقت لاحق أصبح مهتم جداً بأعمال فيكتور هوجو، وبدأت تظهر آثار هذا الاهتمام على أشعاره وأبياته. تُبين أعماله في هذه الفترة أيضاً بصمه قويه وتأثر كبير بالفكر الليبرالي، وأيضاً العدائيه القوية ضد أي تأثير من الكنيسة الكاثوليكية، مثل تكوينه لجماعة اليسوعيون في عام 1881.
أما بالنسبة لموقفه السياسي، فقد كان تأثره الأبرز من الإكوادورى خوان مونتالبو، الذي قلده عمداً في مقالاته الصحفيه الأولى، بسبب فكرة الليبرالى.
في ديسمبر من نفس العام انتقل إلى ماناغوا، وهي عاصمة نيكاراغوا، وذلك بناءً على طلب من بعض السياسيين الليبراليين، حيث جاءت لهم فكرة أنه نظراً لمواهبه الشعرية، ينبغي له أن يتلقى تعليمه في أوروبا على نفقة الدولة.
ومع ذلك، فإن لهجة "anticlericalism" العداء لرجال الدين وللكنيسه الكاثوليكية الواضحة في ابيات شعره جعلت رئيس الكونغرس اليمينى المحافظ بيدرو خواكين شامورو الفاروPedro Joaquin Chamorro y Alfaro يغير اقتناعه بالفكرة ويقرر أن ينتظر روبين دارييو في مدينة غرناطه في نيكاراغوا.
ومع ذلك، يفضل روبن البقاء في ماناغوا، حيث واصل عمله الصحفي، والعمل مع صحيفة القطار (الفيرروكاريل) El Ferrocarril و مستقبل نيكاراغوا (البروبينير دى نيكاراغوا) El Porvenir de Nicaragua. بعد فترة وجيزة، في أغسطس 1882، غادر روبين إلى ميناء كورينتو في نيكاراغوا متجهاً إلى السلفادور.

### في السلفادور
في السلفادور، قدم الشاعر خواكين مينديز الشاب دارييو، لرئيس جمهورية السلفادور، رافائيل زالديفار، حتى يتولى رعايته وحمايته. وهناك التقى روبين دارييو بالشاعر السلفادورى فرانسيسكو جافيديا، وهو خبير في الشعر الفرنسي.
وتحت رعايته، حاول دارييو التكييف بين العروض الشعرية المختلفة البيت السكندرانى الفرنسى و (الميتريكا الإسبانية Metrica.
استخدام البيت السكندراني أصبح فيما بعد سمة مميزة، ليس فقط بالنسبة لدارييو، ولكن أيضاً بالنسبة لتيار الشعر الحداثي كله.
على الرغم من أن دارييو حظى بشهره واسعه في السلفادور وتمتع بحياة اجتماعية نشطة وشارك في العديد من المهرجانات مثل الاحتفال بذكرى مرور مائة عام على سيمون بوليفار حيث قام بافتتاح الاحتفال بتلاوة قصيدة له، إلا أنه في وقت لاحق بدأت الأمور تزداد سوءاً: فمن الناحية الاقتصادية إزداد مشقة وسوء، وحالته الصحية أيضاً سائت بعد مرضه بالجدري، وذلك في أكتوبر 1883، ولم يتعافى، وعاد إلى وطنه الأم.
بعد عودته، عاش لفترة وجيزة في مدينة ليون وبعد ذلك في مدينة غرناطه، لكنه انتقل في النهاية إلى ماناغوا، حيث وجد العمل في المكتبة الوطنية في نيكاراغوا.
في مايو 1884 تم القبض عليه وأدين بالتشرد وحكم عليه بالسجن لمدة ثمانية أيام من العمل العام، لكنه تمكن من التملص من الامتثال للعقوبة. وأثناء ذلك الوقت كان يواصل تجريب أشكال وأنماط شعرية جديدة، حتى تمكن من الانتهاء من كتاب جاهز للطبع بعنوان «رسائل وقصائد» Epístolas y poemas. وقد انتهى أيضاً من كتابه الثاني، لكنه أيضاً لم يُنشر حتى عام 1888، والذي ظهر أخيراً بعنوان «مذكرات أولى» "Primeras notas".
حاول حظه مع فن المسرح، فكتب عمل مسرحى بعنوان (كل خروف..) Cada oveja...، والتي حققت النجاح، ولكنها فُقدت الآن.
ومع ذلك، كانت الحياة غير مرضية في ماناغوا، كما قال له صديقه السلفادوري خوان خوسيه كانياس. فلذلك قرر السفر إلى تشيلى في 5 يونيو 1886.

### في تشيلي

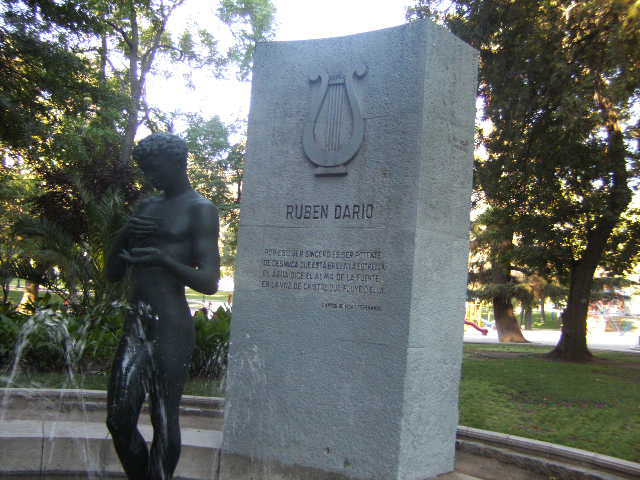

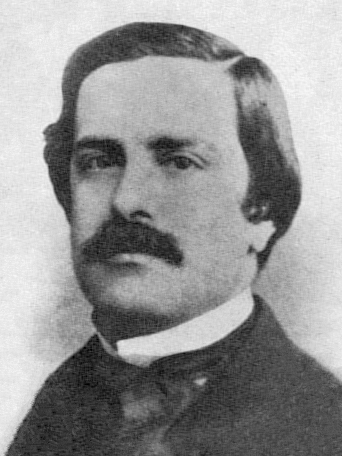

وصل دارييو إلى مدينة بالبارايسو في 23 يونيو من 1886.في تشيلي، تلقى دارييو حماية ادواردو بوارييه Eduardo Poirier والشاعر إدواردو دي لا بارا، وذلك بفضل التوصيات التي حصل عليها في ماناغوا.كتب دارييو مع بوارييه رواية من نوع عاطفي، بعنوانEmelina «إيميلينا»، من أجل المشاركة في مسابقة أدبية لكن الرواية لم تفز. ثم وجد دارييو عملاً في مجلة La Época  عصر، وذلك بفضل صداقة بوارييه، وذلك في سانتياغو، في يوليو 1886.
خلال فترة وجوده في تشيلي، عاش دارييو في ظروف غير مستقرة بالمرة، وكان أيضا عليه تحمل الإذلال المستمر من قبل الأرستقراطية في البلد [بحاجة لمصدر]. ومع ذلك، نجح في تكوين الصداقات، ومنهم نجل الرئيس بعد ذلك، الشاعر بدرو بالماثيدا، والذي بفضله هو وصديق آخر، يدعى مانويل رودريجيز ميندوزا، والذي أهدى له الكتاب فيما بعد، ونجح دارييو في إصدار كتابه الأول من القصائد، Abrojos التي ظهرت في مارس 1887.
بين شهرى فبراير حتى سبتمبر 1887، عاش في دارييو بالبارايسو Valparaíso، حيث شارك في مسابقات أدبية عدة. حين عودته مرة أخرى إلى العاصمة، وجد وظيفه في مجلة «إيرالدو» "El Heraldo"، وعمل بها من فبراير حتى إبريل 1888.
في شهر يوليو، بالبارايسو، مع مساعدة من ادواردو بوارييه والشاعر إدواردو دي لا بارا، ظهر كتاب «أزرق» "Azul" وهو يُعد الكتاب الرئيسي للثورة الأدبية المعاصرة والحديثة.جمع كتاب «أزرق» "Azul" مجموعة من القصائد والنثر التي ظهرت في الصحافة التشيلية في الفترة بين ديسمبر 1886 ويونيو 1888. ولم يكن لهذا الكتاب نجاحا فوريا، ولكن أُعجب به ورحب به الروائي والناقد الأدبي الإسباني خوان باليرا، الذي نشر في صحيفة «الإمبارثيال» El Imparcial، أكتوبر 1888، رسالتين موجهتين إلى روبن دارييو، يعترف فيهما بموهبة روبن ككاتب نثر وشعر رائع، على الرغم من أن دارييو، في رأى باليرا متأثر بشكل مفرط بالفرنسيين، حيث كان يصفه دئما بأنه ذو العقليه الفرنسية القوية. ما أن إنتشرتا هاتان الرسالتانعلى لسان باليرا، حتى ارتفع صيته في الصحافة التشيلية وغيرها من البلدان.

### رحلته إلى أمريكا الوسطى
شهرته الواسعة أتاحت له الفرصة في الحصول على وظيفه كمراسل صحفى لجريدة «الأمة» لا ناثيون La Nacion، في بوينس آيرس في الأرجنتين. التي كانت في ذلك الوقت صحيفة ذات نطاق واسع في جميع أنحاء أمريكا اللاتينية. فبعد فترة قصيره من إرسال مقاله الأول في جريدة الأمة، تعهد بالعودة مره أخرى إلى نيكاراغوا.
بعد وجوده لفترة زمنيه قصيره في ليما، حيث التقى بالكاتب ريكاردو بالما، وصل إلى ميناء كورينتو في 7 مارس، 1889. وفي مدينة ليون تم تكريمه بحفل استقبال هائل. ومع ذلك، ظل في نيكاراغوا لفترة وجيزة، ثم انتقل إلى سان سلفادور، حيث أصبح رئيس تحرير صحيفة الاتحاد La Unión وأصبح من ناصرى اتحاد أمريكا الوسطى.
في سان سلفادور تزوج رافاييلا كونتريراس، زواجاً مدنياً، وهي ابنة الخطيب الشهير في جمهورية هندوراس السيد الفارو كونتريراس في 21 يونيو من 1890.
بعد يوم واحد من زواجهما، حدث انقلاب ضد الرئيس، الجنرال مينينديز Francisco Menéndez Valdivieso.
وعلى الرغم من أن الرئيس الجديد عرض على دارييو تقلده منصب قيادي، إلا أنه اختار مغادرة البلاد. في أواخر يونيو، انتقل إلى غواتيمالا، في حين بقيت العروس في السلفادور.
في غواتيمالا، قد بدأ الرئيس مانويل ليساندرو بارياس الاستعدادات للحرب ضد السلفادور، ودارييو قام بنشر مقال بعنوان «التاريخ الأسود» "Historia negra" في صحيفة «الإمبارثيال» El Imparcial في غواتيمالا، حيث شجب فيه إيزيتا واتهمه بالخيانة، والجنرال كارلوس إيزيتا كان مهندس معمارى يعمل في السلفادور مع رئيس السلفادور هناك وكان قد حضر فرح دارييو قبل حدث الانقلاب.
في ديسمبر عام 1890, تعهد دارييو بإنشاء صحيفه حديثه بعنوان «بريد المساء» El Correo de la Tarde. في ذلك العام نفسه نُشرت في غواتيمالا الطبعة الثانية من كتابه الشهير «أزرق» "Azul" وانتشر الكتاب بشكل كبير، وفي مقدمة الكتاب نجد الرسالتين الموجهتين إلى روبن دارييو من الروائي والناقد الأدبي الإسباني خوان باليرا، الذي نشرت من قبل في أكتوبر 1888، ومنذ ذلك الحين، تظهر رسائل باليرا في جميع الطبعات التالية للكتاب.
في يناير من السنة التالية، التقى بزوجته، رافاييلا كونتريراس، في غواتيمالا، وتزوج منها زواجاً دينياً وتم عقد قرانهما في 11 فبراير في مدينة غواتيمالا الكاتدرائية Catedral de Ciudad de Guatemala.
وفي يونيو، فشلت صحيفة «بريد المساء» El Correo de la Tarde، التي يديرها دارييو، في الحصول على الدعم والموافقة الحكومية، وتحتم عليه إغلاقها.
فقرر دارييو المحاولة في كوستاريكا، فسافر لعاصمتها سان خوسيه، في شهر أغسطس، ليعطى حظه فرصه أخرى، بعد أن أصبح بالكاد يوفر احتياجات أسرته، وأصبح غارقاً في الديون بالرغم من عمله بعض الوظائف المؤقتة.
وُلد طفله الأول، روبن دارييو كونتريرا، في 12 نوفمبر 1891.

### الرحلات
في السنة التالية، ترك دارييو عائلته في كوستاريكا، وذهب إلى غواتيمالا، ثم إلى نيكاراغوا بحثاٌ عن فرصه أفضل. وبشكل غير متوقع، قررت حكومة نيكاراغوا إرساله كعضو من ضمن وفد خاص، مسافراً إلى مدريد، وذلك للاحتفال بالذكرى المئوية الرابعة لاكتشاف أمريكا، وقد كانت فرصه عظيمه لدارييو لتحقيق حلمه في السفر إلى أوروبا.
في رحلتة باتجاه إسبانيا توقف في هافانا، حيث التقى الشاعر جوليان ديل كاسال، وغيرهم من الفنانين، مثل أنيسيتو فالديفيا وراوول كاي.
وفي 14 أغسطس 1892 هبط في سانتاندر، ثم واصل للسفر بالقطار إلى مدريد. من بين الذين شاركوه في رحلته إلى عاصمة إسبانيا هم الشعراء غاسبار نونيز دي آرسي خوسيه ثورييا وسلفادور رويدا والروائيين جون جيمس وإميليا باردو بازان، والعالم مارثيلينو مينينديث أي بيلايو، والعديد من السياسيين البارزين، مثل إميليو كاستيلير وأنطونيو كانوباس ديل كاستييو. ثم عاد مره أخرى إلى نيكاراغوا في شهر نوفمبر، حيث تلقى برقية من سان سلفادور التي تم فيها إخطاره بمرض زوجته، وتوفيت في 23 يناير من 1893.
في بداية عام 1893، كان روبن لا يزال في ماناغوا، حيث جدد علاقته مع روزاريو موريللو، حتى إضطرته عائلتها إلى الزواج منها.
في أبريل سافر دارييو إلى بنما، حيث تلقى أنباء عن أن صديقه، الرئيس الكولومبي ميجيل انطونيو كارو قد منح منصب القنصلية الفخريه في بوينس آيرس. فغادر وترك روزاريو في بنما، وشرع في زيارة لعاصمة الأرجنتين. وقبل وصوله للأرجنتين، مر بمدينة نيويورك، التي كان قد التقى فيها بالشاعر الشهير الكوبى خوسيه مارتي، حيث تربطهما أوجه شبه ليست بقليلة. وتحقق حلم شبابه للسفر لباريس، وقد تم تقديمه في وسائل الاعلام بوهيميانز (البوهيميه) عن طريق غواتيمالا انريكي غوميز كاريلو من غواتيمالا وأيضاً عن طريق اليخاندرو سوا من إسبانيا.
وفي باريس، التقى بخيان مورياس Moréas، وكان له لقاء مخيب للآمال مع بول فيرلين (حيث يمكن القول إنه الشاعر الفرنسي الأكثر تأثيرا في أعماله).
وأخيراً، في 13 أغسطس 1893, وصل إلى بوينس آيرس، تلك المدينة التي تركت لديه انطباع قوى. وحملت زوجته، حتى أنجبت ولداً في 26 ديسمبر، اسمه دارييو دارييو، وتقول أمه: «إن التشابه بينه وبين أبوه، كان مثاليا». ومع ذلك، يموت الطفل بعد عدة أسابيع قليله من مرض الكزاز.

## وصلات خارجية
- روبين دارييو على موقع الموسوعة البريطانية (الإنجليزية)
- روبين دارييو على موقع ميوزك برينز (الإنجليزية)
- روبين دارييو على موقع إن إن دي بي (الإنجليزية)
- روبين دارييو على موقع ديسكوغز (الإنجليزية)

1. ↑   https://www.newworldencyclopedia.org/entry/Ruben_Dario. {{استشهاد ويب}}: |url= بحاجة لعنوان (مساعدة) والوسيط |title= غير موجود أو فارغ (من ويكي بيانات) (مساعدة)
2. ↑  Biografia de Rubén Darío نسخة محفوظة 23 نوفمبر 2006 على موقع واي باك مشين.
3. ↑  Fernández, Teodosio: Rubén Darío. Madrid, Historia 16 Quórum, 1987. Colección "Protagonistas de América" (ISBN 84-7679-082-1), p. 10
4. 1 2  "La trágica vida de Rosa Sarmiento (1840-1895): madre de Rubén Darío", en El Nuevo Diario, 23 de enero de 2011. [وصلة مكسورة] نسخة محفوظة 06 نوفمبر 2012 على موقع واي باك مشين.
5. 1 2 3  Fernández, Teodosio, op.cit.
6. ↑  Rubén Darío, Autobiografía. Oro de Mallorca. Introducción de Antonio Piedra. Madrid: Mondadori, 1990 (ISBN 84-397-1711-3); p. 3
7. ↑  (ref. Rubén Darío, op. cit., p. 5)
8. ↑  Rubén Darío, op. cit., p. 18
9. ↑  La influencia de Francisco Gavidia fue decisiva por cuanto fue este autor el que descubrió a Darío la poesía francesa. El nicaragüense escribió,en Historia de mis libros:«Años atrás, en Centroamérica, en la ciudad de San Salvador, y en compañía del poeta Francisco Gavidia, mi espíritu adolescente había explorado la inmensa salva de Víctor Hugo y había contemplado su océano divino en donde todo se contiene...»
10. ↑  Rubén Darío y Narciso Tondreau, íntimos amigos en Chile نسخة محفوظة 28 مايو 2016 على موقع واي باك مشين.
11. ↑  Rubén Darío en Chile: algunas notas frente al problema de los comienzos del Modernismo Literario Hispanoamericano. نسخة محفوظة 17 أغسطس 2016 على موقع واي باك مشين. [وصلة مكسورة]
12. ↑  Francisco Menéndez Valdivieso - Wikipedia, la enciclopedia libre
13. ↑  يقول كاتب سيرته الذاتية توريس إيدلبرتو ما يلى: «أندريس موريللو، هو شقيق روزاريو، وهو على معرفة بعلاقة روبين الحميمة بشقيقته ويعلم أنها لا تستطيع الزواج من أى رجل في المدينة. وبالإضافة إلى ذلك، لا أحد يعرف "حالة" روزاريو، ومن ثم موريللو وضع خطة ليتمم زواج روبن من شقيقته. فهو يعرف أن دارييو يصبح في حاله من اللامبالاه إذا تم وضعه تحت تأثير الخمر. فرسم خطة لأخته، ورضيت هى بها. عندما جاء اليوم المشئوم، قابلها روبن البريء المتيم بالحب الصادق لروزاريو، في منزل مجاور لبحيرة كانديلاريا. لكن يظهر فجأة شقيقها، حاملاً مسدساً في يديه ويقوم بتهديده بكلمات وقحه أنه سيطلق الرصاص عليه إذا لم يتزوج أخته. فوافق الشاعر، والخوف يحاصره. ويجد كل شيء جاهزا، حيث أتي الكاهن من الداخل فرانسيسكو سولورزانو لاكايو، وهو أخ آخر لموريللو، ثم جعل روبين يبتلع الويسكي، حتى وقع على الزواج الديني من روزاريو، في 8 مارس 1893. والزواج الدينى هو الوحيد المعتمد في نيكاراغوا. وعندما، شقشق الفجر، بدأ يتعافى ووجد نفسه في فراش الزوجية مع روزاريو، تحت غطاءٍ واحد. لم يحتج ولم يشكو، لكنه أدرك انه كان ضحية للخيانة، وهذا الحدث سوف يجعل دخول التعاسة في حياته سهلاً» –  مقتبس من "Cronología", en la revista electrónica Dariana. "نسخة مؤرشفة". مؤرشف من الأصل في 2015-09-23. اطلع عليه بتاريخ 2012-05-18.